# Aufklärungsgeschwader 51 (a. D.)
 (juin 2018).
L’Aufklärungsgeschwader 51 (a. D.) (51e escadre de reconnaissance) est une ancienne unité de reconnaissance aérienne de la Bundeswehr active de 1959 à 1993 et sise à la base aérienne 136 Bremgarten, en Bade-Wurtemberg.

## Historique
Le 7 juillet 1959, le premier Inspecteur de la Luftwaffe (de), le lieutenant-général Josef Kammhuber, met en service l’Aufklärungsgeschwader 51 à la base aérienne d'Erding (en) près de Munich. Son premier commandant est le lieutenant-colonel Walter Grasemann, un ancien pilote de la Wehrmacht décoré de la croix de chevalier. L'AG 51 est prévu pour le Sud de la République fédérale d'Allemagne et pour le domaine d'intervention de la Fourth Allied Tactical Air Force (en) de l'OTAN.

## Matériel
L’AG 51 utilise les engins de reconnaissance suivants :

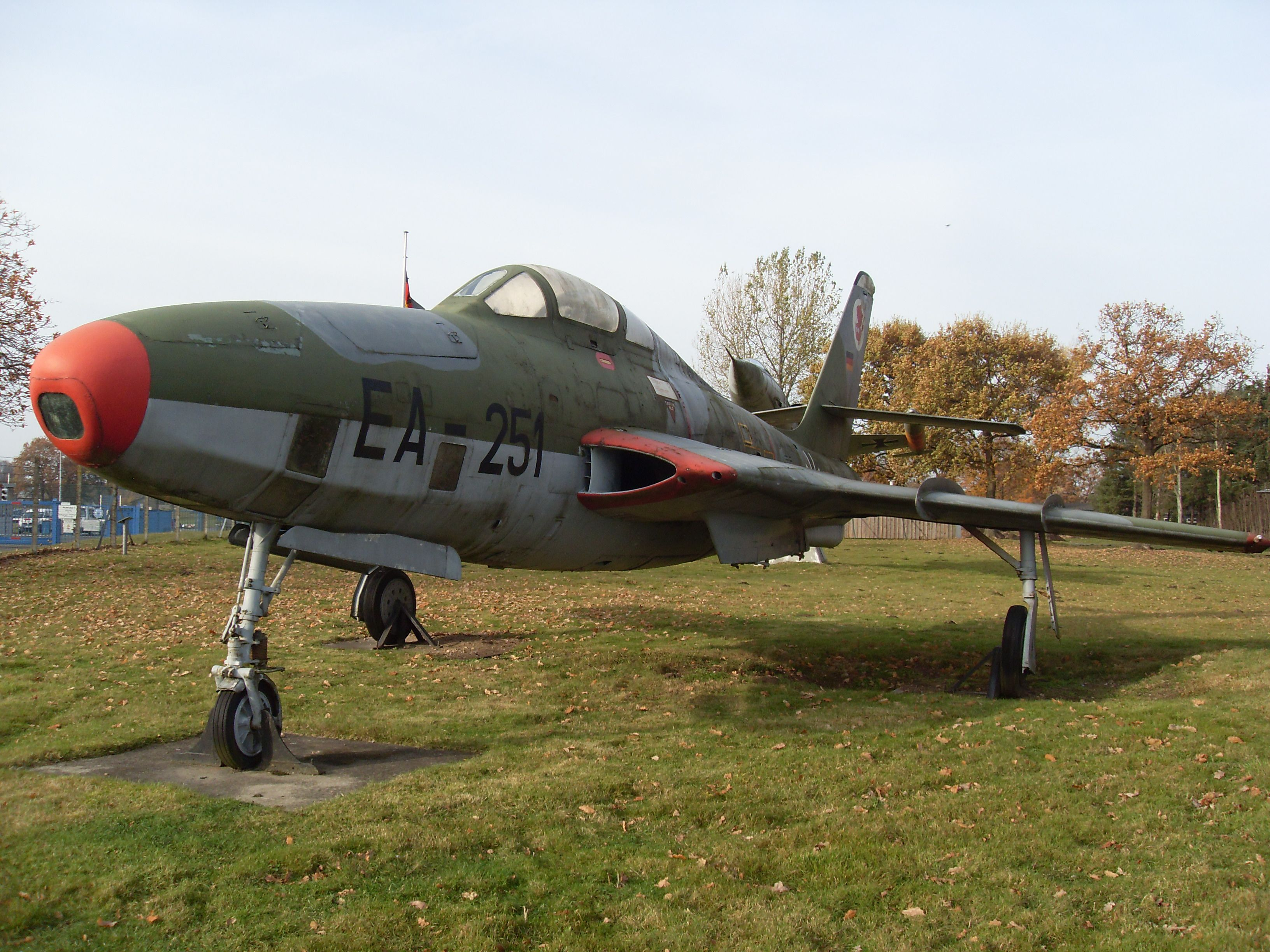
Republic F-84 Thunderjet
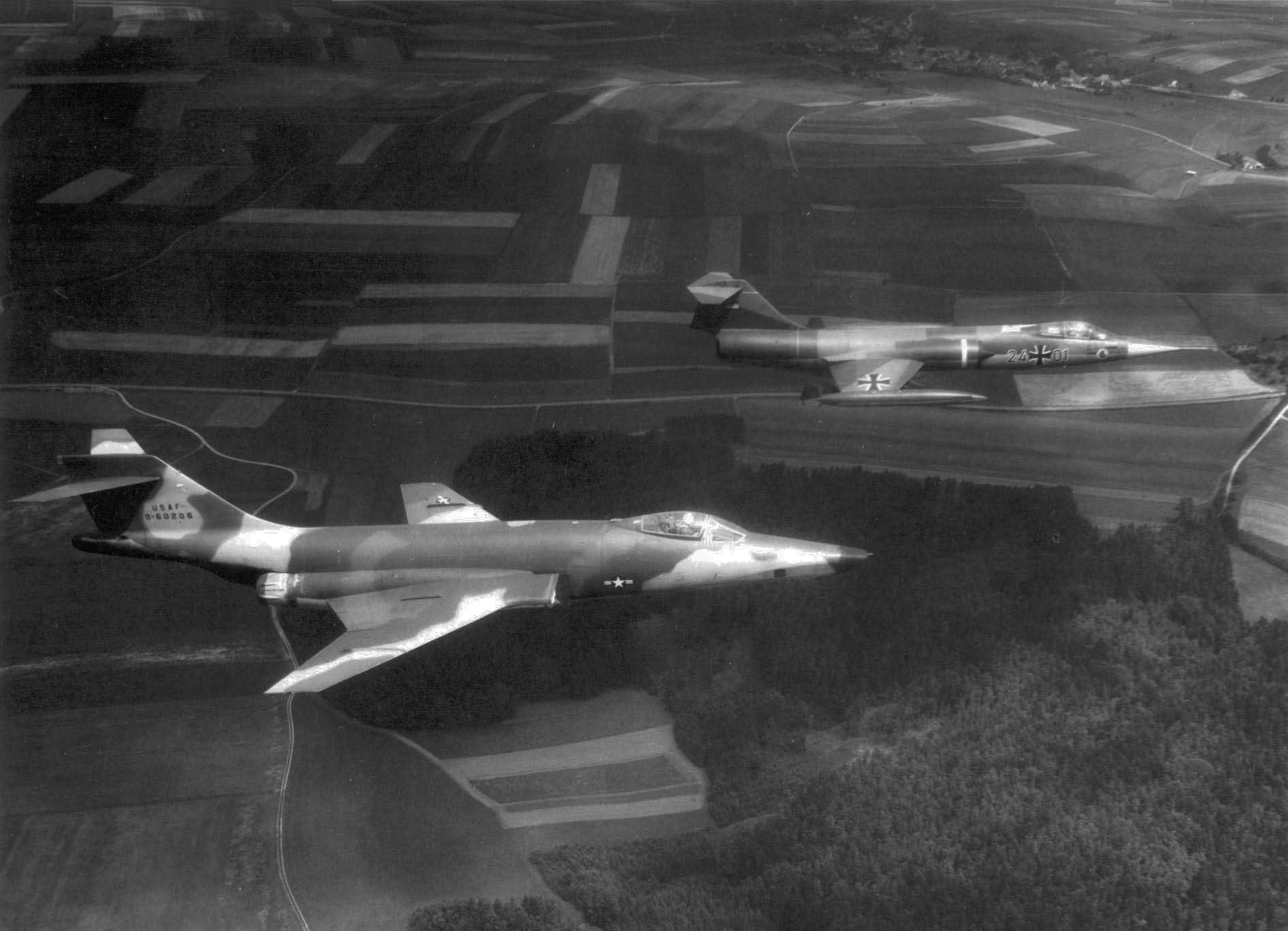
RF-104G
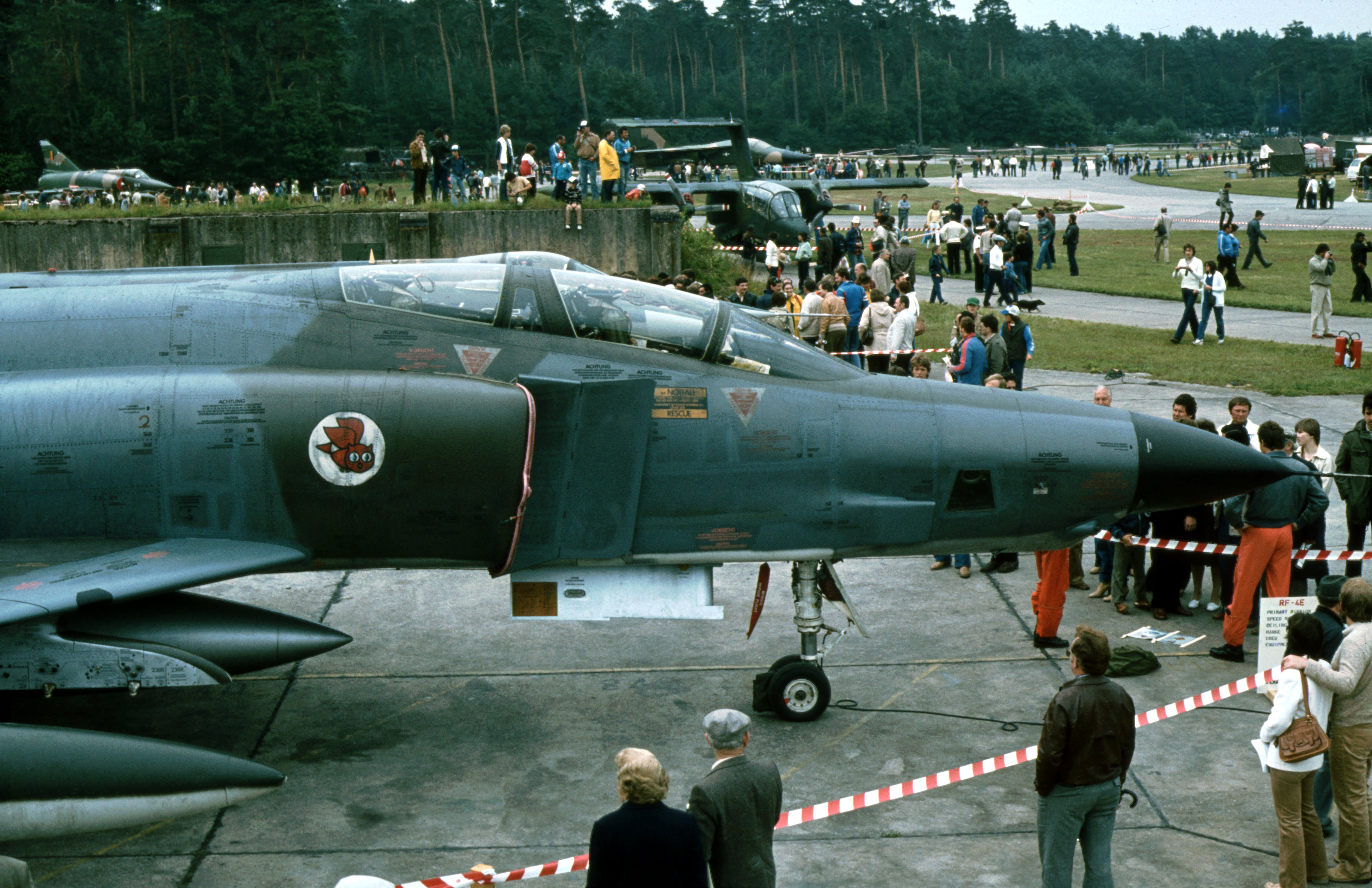
RF 4E Phantom II
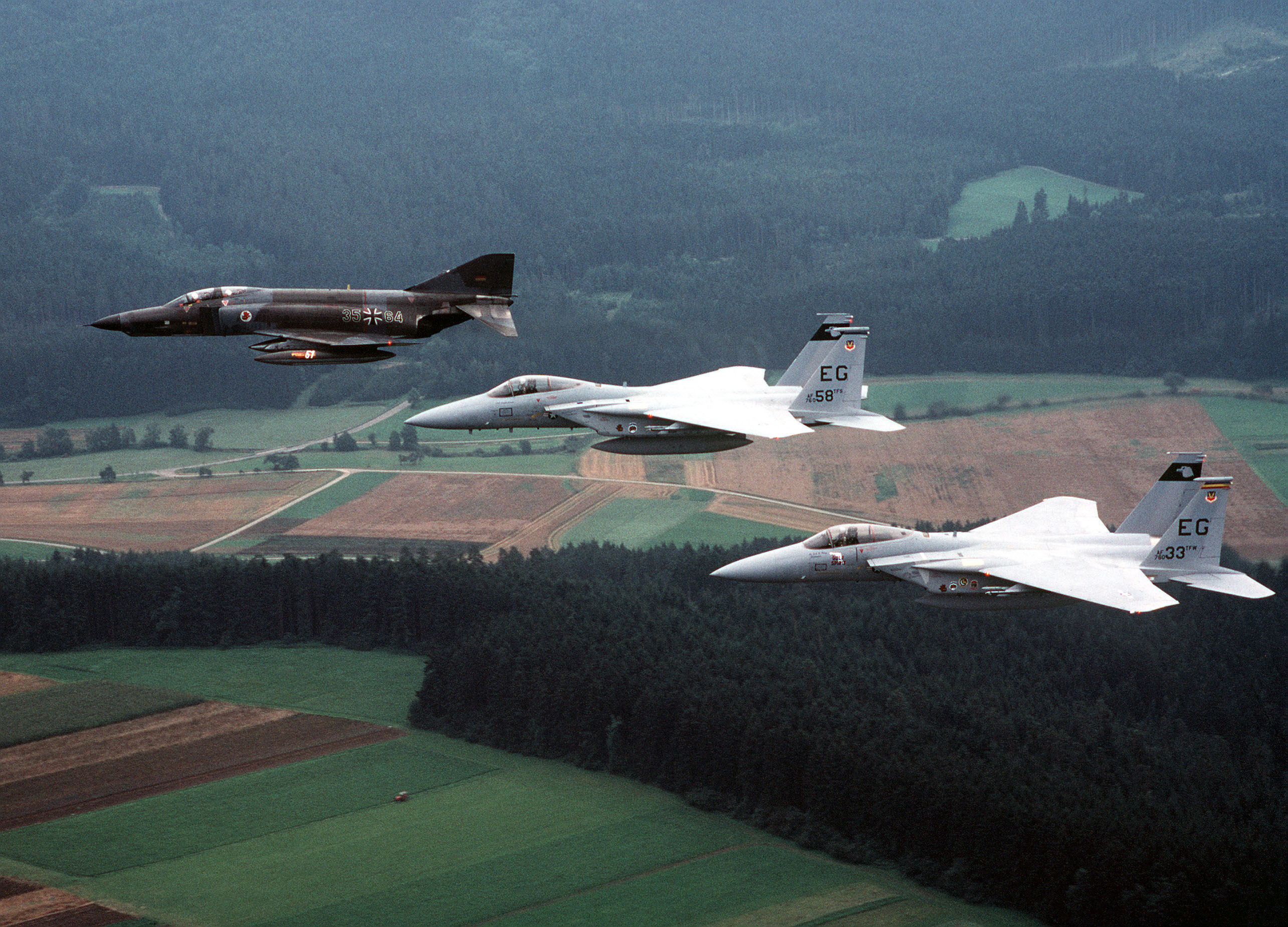
RF-4E AG51